# ازواكة (أطياميم)
ازواكة هي إحدى مشيخات المملكة المغربية، تتبع جغرافيا لإقليم اليوسفية وإداريًا لأطياميم. يقدر عدد سكانها بـ 2987 نسمة حسب الإحصاء الرسمي للسكان والسكنى لسنة 2004.